# Constantia gutfreundiana
Constantia gutfreundiana är en orkidéart som beskrevs av Guy Robert Chiron och Vitorino Paiva Castro. Constantia gutfreundiana ingår i släktet Constantia, och familjen orkidéer. Inga underarter finns listade i Catalogue of Life.